# Nezamyslice (stacja kolejowa)
Nezamyslice – stacja kolejowa w Nezamyslicach, w kraju ołomunieckim, w Czechach. Jest ważnym węzłem kolejowym. Znajduje się na wysokości 210 m n.p.m.
Jest zarządzana przez Správę železnic i obsługiwana regularnymi pociągami ČD. Na stacji znajdują się kasy biletowe, na których istnieje możliwość zakupu biletów na wszystkie pociągi oraz rezerwacji miejsc.

## Linie kolejowe
- 300 Brno - Přerov
- 301 Nezamyslice - Olomouc
- 302 Nezamyslice - Morkovice